# Gibbölsnäs
Gibbölsnäs är en halvö i Åland (Finland). Den ligger i den södra delen av landskapet, 11 km norr om huvudstaden Mariehamn. Gibbölsnäs ligger på ön Fasta Åland.
I omgivningarna runt Gibbölsnäs växer i huvudsak barrskog.